# Alicianella quadrimaculata
Alicianella quadrimaculata är en skalbaggsart som först beskrevs av Noguera 2005.  Alicianella quadrimaculata ingår i släktet Alicianella och familjen långhorningar. Inga underarter finns listade i Catalogue of Life.